# Grado de parentesco

Diagrama de los grados de parentesco en español.

Se entiende por grado de parentesco lo lejano o cercano que un familiar está de otro.  

## Ejemplos
Una persona cualquiera está en segundo grado de parentesco con su hermano, pues primero se cuenta un grado de él hacia el padre y luego un grado hacia el hermano.
Otros ejemplos:

### Consanguinidad
| grado cero | primer grado | segundo grado | tercer grado | cuarto grado    |
| ---------- | ------------ | ------------- | ------------ | --------------- |
| ego        | padres       | abuelos       | bisabuelos   | tatarabuelos    |
|            | hijos        | nietos        | bisnietos    | tataranietos    |
|            |              | hermanos      | tíos         | primos          |
|            |              |               | sobrinos     | tíos-abuelos    |
|            |              |               |              | sobrinos-nietos |
|            |              |               |              |                 |

- no clasificado: ego.
- línea recta (ascendiente):[2][3]
  - padres
  - abuelos
  - bisabuelos
  - tatarabuelos
  - trastatarabuelos
- línea recta (descendiente): hijos, nietos, bisnietos, tataranietos - trasbisnietos - rebisanietos - trasanietos - tresanietos - trinietos, trastataranietos - cuadrinietos - tetranietos - chozno,[4] pentanietos - bischozno[4] hexanietos, hermanitos, octanietos, eneanietos - nonanietos, decanietos, choznozno, etc.
- línea colateral: hermanos, primos, tíos, sobrinos, tíos-abuelos, sobrinos-nietos, tíos-bisabuelos, sobrinos-bisnietos, tíos-tatarabuelos, sobrinos-tataranietos, tíos segundos, sobrinos segundos, etc.

### Afinidad
| grado cero | primer grado    | segundo grado     | tercer grado         | cuarto grado              | quinto grado                 |
| ---------- | --------------- | ----------------- | -------------------- | ------------------------- | ---------------------------- |
| cónyuges   | suegros         | abuelos políticos | bisabuelos políticos | tatarabuelos políticos    | trastatarabuelos políticos   |
|            | yernos y nueras | nietos políticos  | bisnietos políticos  | tataranietos políticos    | trastataranietos políticos   |
|            | padrastros      | cuñados           | tíos políticos       | tíos-abuelos políticos    | tíos-bisabuelos políticos    |
|            | hijastros       | abuelastros       | sobrinos políticos   | sobrinos-nietos políticos | sobrinos-bisnietos políticos |
|            |                 | nietastros        | bisabuelastros       | primos políticos          | tíos segundos políticos      |
|            |                 | hermanastros      | bisnietastros        | tatarabuelastros          | sobrinos segundos políticos  |
|            |                 |                   | tíastros             | tataranietastros          | trastatarabuelastros         |
|            |                 |                   | sobrinastros         | tíos-abuelastros          | trastataranietastros         |
|            |                 |                   |                      | sobrinos-nietastros       | tíos-bisabuelastros          |
|            |                 |                   |                      | primastros                | sobrinos-bisnietastros       |
|            |                 |                   |                      |                           | tíastros segundos            |
|            |                 |                   |                      |                           | sobrinastros segundos        |

- no clasificado: cónyuges.
- línea recta (ascendiente): suegros, padrastros, abuelos políticos, abuelastros, bisabuelos políticos, bisabuelastros, tatarabuelos políticos, tatarabuelastros, trastatarabuelos políticos, trastatarabuelastros, etc.
- línea recta (descendiente): yernos y nueras, hijastros, nietos políticos, nietastros, bisnietos políticos, bisnietastros, tataranietos políticos, tataranietastros, trastataranietos políticos, trastataranietastros, etc.
- línea colateral: cuñados, hermanastros, primos políticos, primastros, tíos políticos, tíastros, sobrinos políticos, sobrinastros, tíos-abuelos políticos, tíos-abuelastros, sobrinos-nietos políticos, sobrinos-nietastros, tíos-bisabuelos políticos, tíos-bisabuelastros, sobrinos-bisnietos políticos, sobrinos-bisnietastros, tíos-tatarabuelos políticos, tíos-tatarabuelastros, sobrinos-tataranietos políticos, sobrinos-tataranietastros, tíos segundos políticos, tíastros segundos, sobrinos segundos políticos, sobrinastros segundos, etc.